# Sofyane Cherfa
Sofyane Cherfa (en arabe : سفيان شرفة) est un footballeur franco-algérien, né le 13 août 1984 à Toulouse (Haute-Garonne, France). 
Ce joueur, formé à l'AS Monaco, est un défenseur évoluant sous les couleurs du CS Constantine. 
Son frère Walid Cherfa est également un joueur de football professionnel.

## Carrière

### Junior
- 2004-2005 : AS Monaco B (CFA)

### Professionnel
- 2005-2007 : CS Louhans-Cuiseaux (National)
- 2007-2008 : Stade de Reims (Ligue 2)
- 2008-2009 : CS Sedan-Ardennes (Ligue 2)
- 2009-2011 : LB Châteauroux (Ligue 2)
- depuis 2011- : Omonia Nicosie (Championnat de Chypre)
- 2012-2013 : Panthrakikos FC (Championnat de Grèce) (prêt)

## Palmarès
- Vainqueur de la Coupe de Chypre en 2012.
- Finaliste de la Supercoupe de Chypre en 2012.